# 船渡
船渡（ふなと）は、埼玉県越谷市の大字。郵便番号は343-0003。

## 地理
埼玉県の東部地域で、越谷市の東部の沖積平野に位置する。春日部市赤沼や松伏町大川戸との境界を大落古利根川が流れる。大松、大杉、下間久里、上間久里、大泊、平方と隣接する。南西の境を新方川が流れる。北部には大落古利根川の自然堤防があり、集落が見られる。地区の中央部は田園地帯が広がり新方川支流の平新川が流れる。

## 歴史
かつては船渡村であった。
- 1889年（明治22年）4月1日 - 町村制施行により、北川崎村、船渡村、大吉村、大松村、大杉村、弥十郎村、向畑村が合併し南埼玉郡新方村が成立し、新方村の大字船渡となる。
- 1954年（昭和29年）11月3日 新方村が南埼玉郡越ヶ谷町、大沢町、増林村、桜井村、大袋村、荻島村、出羽村、蒲生村、大相模村と合併し越谷町が成立、越谷町の大字となる。
- 1958年（昭和33年）11月3日 - 市制施行により、越谷市の大字となる。

## 世帯数と人口
2023年（令和5年）1月1日現在の世帯数と人口は以下の通りである。
| 世帯数  | 人口    |
| ------- | ------- |
| 883世帯 | 2,046人 |

## 小・中学校の学区
市立小・中学校に通う場合、学区（校区）は以下の通りとなる。
| 番地              | 小学校             | 中学校             |
| ----------------- | ------------------ | ------------------ |
| 1〜343、386〜9999 | 越谷市立新方小学校 | 越谷市立北陽中学校 |
| 344～385          | 越谷市立弥栄小学校 | 越谷市立北陽中学校 |

## 交通

### 道路
- 国道4号越谷春日部バイパス
- 埼玉県道・東京都道102号平方東京線
- 大杉公園通り

## 施設
- 埼玉県立越谷特別支援学校
- 船渡香取神社
- 無量院
- 船渡上組集会所
- 船渡下組センター
- 船渡大鳥集会所
- 船渡睦会館
- 新船渡会館
- しらこばと自治会館
- しらこばと自治会館公園